# Pristina equiseta
Pristina equiseta är en ringmaskart som beskrevs av Bourne 1891. Pristina equiseta ingår i släktet Pristina och familjen glattmaskar. Inga underarter finns listade i Catalogue of Life.